# Эдейрнион
Эдейрнион (валл. Edeirnion) - суб-королевство, вассальное по отношению к Гвинеду. Образовалось в V веке и было ликвидировано на рубеже V-VI в.в.
После смерти Кунедды, один из его сыновей, Эдейрн, на южных территориях создал своё государство, которое подчинялось Гвинеду. Эдейрнион располагался южнее Рувониога. На востоке располагался Догвейлинг, а на западе Пенллин. В начале VI века Эдейрнион стал частью княжества Пенллин.